# Jang Min-gyu
Jang Min-gyu (kor. 장민규; * 6. März 1999) ist ein südkoreanischer Fußballspieler.

## Karriere
Jang Min-gyu erlernte das Fußballspielen in der Schulmannschaften der Seoul Sinjeong Elementary School und der Incheon Bupyeong High School, den Jugendmannschaften von Ulsan Hyundai und Incheon United sowie der Universitätsmannschaft der Hanyang-Universität. Seinen ersten Vertrag unterschrieb er 2020 beim japanischen Verein JEF United Ichihara Chiba. Der Verein aus Ichihara spielte in der zweiten Liga, der J2 League. Sein Zweitligadebüt gab er am 23. Februar 2020 im Heimspiel gegen den FC Ryūkyū. Hier stand er in der Startelf und spielte die kompletten 90 Minuten. In seiner ersten Saison absolvierte er für JEF 31 Zweitligaspiele. Nach insgesamt 101 Ligaspielen wechselte er im Januar 2023 zum Ligakonkurrenten FC Machida Zelvia. Am Ende der Saison 2023 feierte er mit Machida die Zweitligameisterschaft sowie den Aufstieg in die erste Liga. Nach insgesamt 53 Ligaspielen kehrte er Anfang 2025 wieder in seine Heimat zurück. Hier schloss er sich in Jeju-si dem Erstligisten Jeju SK FC an.

## Erfolge
FC Machida Zelvia
- Japanischer Zweitligameister: 2023  ▲